# Celestino Sarobe
Celestino Aguirresarobe Zatarain (Orio, 6 d'abril de 1892 - Zarauz, 25 de maig de 1952) va ser un baríton guipuscoà que va ser conegut sota el nom artístic de Celestino Sarobe.
Va iniciar estudis d'arquitectura a Madrid, però va abandonar la carrera per iniciar la de medicina. Després de doctorar-se a Valladolid va decidir estudiar cant, com a alumne d'Ignacio Tabuyo i, posteriorment, a Roma amb Mattia Battistini. Va debutar el 1919 al Gran Teatre del Liceu de Barcelona en el paper del Rei Alfonso a La favorita. A continuació es va presentar a la Scala de Milà (on va triomfar amb Germont de La traviata), Gènova, Nàpols, Viena, Praga, Berlín, Leipzig i altres ciutats europees. El 1927 va cantar a la Scala sota la direcció d'Arturo Toscanini en una reposició de Nerone d'Arrigo Boito.
De la seva carrera operística a Espanya es recorden especialment un Barber de Sevilla al Liceu el 1923, al costat d'Elvira d'Hidalgo i Charles Hackett, i l'Aida del Teatre Real de Madrid el 1924, amb Fidela Campiña, Ofelia Nieto, Aurora Buades i Miguel Nolieja.
En els anys 30 va concentrar la seva carrera en els concerts i recitals. Va estrenar obres de diversos autors (Max Reger, Jesús Guridi o Jaume Pahissa) i va actuar en importants sales de concert per tot Europa.
Des de 1939 va ser professor de cant al Conservatori del Liceu de Barcelona.

## Fons
El Centre de Documentació i Museu de les Arts Escèniques conserva dissenys i peces originals de la indumentària de Sarobe, això com fotografies, retrats i programes de mà. Tot això es troba a l'Escena Digital del MAE.